# Dinosaurland Fossil Museum

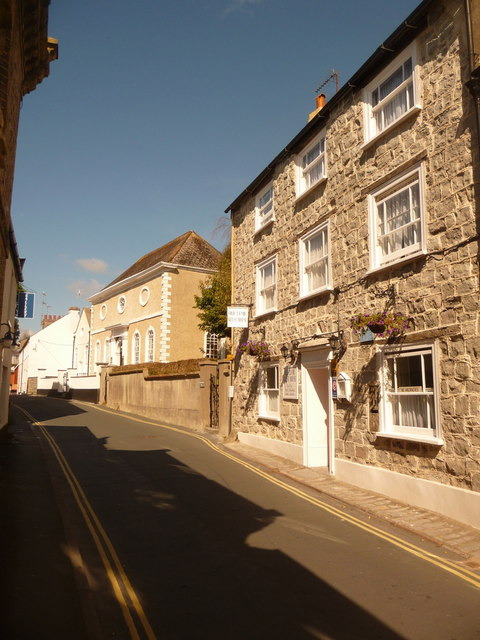
Vista da Coombe Street com o edifício Dinosaurland à distância

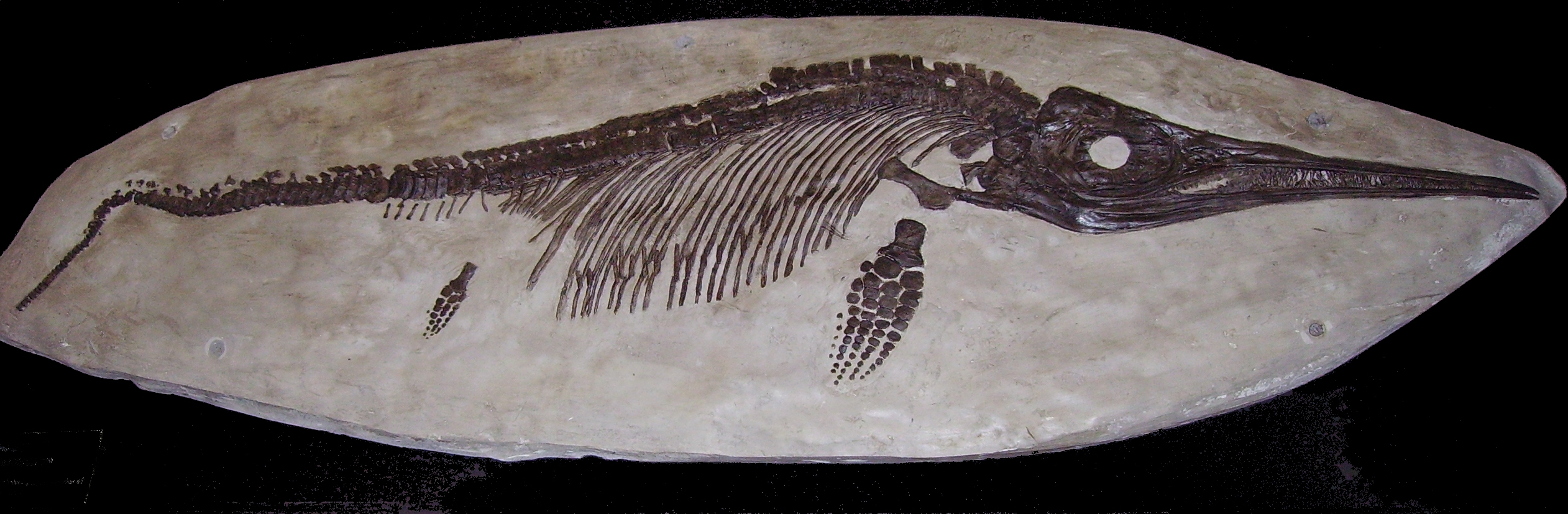
Exibição fóssil de ictiossauro

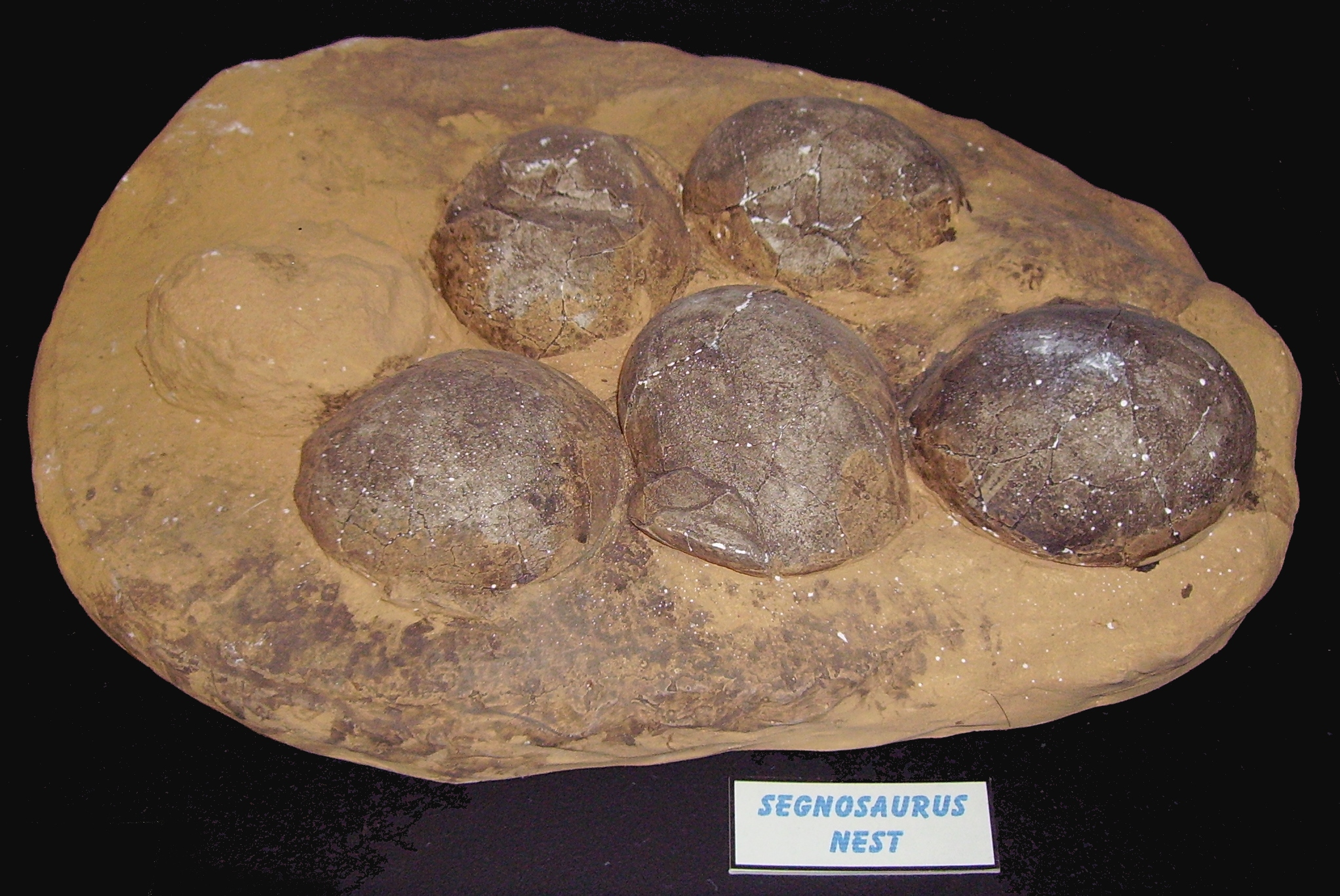
Exibição do ninho de Segnosaurus com ovos

Dinosaurland Fossil Museum (também chamado de Dinosaurland) é um museu de fósseis de propriedade particular em Lyme Regis, na Costa do Jurássico em Dorset, Inglaterra.

## Museu
O museu, aberto em 1989, pertence e é dirigido por Steve Davies, um ex paleontólogo chefe da BP.

## Igreja Congregacional
O museu está localizado na Rua Coombe, em um prédio de 250 anos listado de Grau I que costumava ser uma igreja congregacional. A igreja foi construída entre 1750 e 1755 por John Whitty. Foi onde Mary Anning (1799-1847), uma caçadora de fósseis, foi batizada e mais tarde frequentada para adoração.
O edifício de dois andares tem um telhado descolado e quoins rústicos. A porta redonda tem pilastras dóricas de ambos os lados. Há uma adição do século XIX à extremidade esquerda do prédio.